# Campionato Amapaense 2025
Il Campionato Amapaense 2025 è l'80ª edizione della massima serie del campionato amapaense. La stagione è iniziata l'8 marzo 2025 e si è conclusa il 17 maggio successivo.

## Stagione

### Novità
Al termine della scorsa stagione, sono retrocesse in Segunda Divisão Macapá e San Paolo-AP. Sono invece state promosse Portuguesa-AP e Cristal.

### Formato
Le otto squadre si affrontano dapprima in una prima fase, consistente in un girone da otto squadre. Le prime quattro classificate di tale girone, accederanno alla seconda fase che decreterà la vincitrice del campionato. Le ultime due classificate, retrocedono in Segunda Divisão.
La formazione vincitrice, potrà partecipare alla Série D 2026, alla Coppa del Brasile 2026 e alla Copa Verde 2026. La formazione vice-campione, solo alla Coppa del Brasile. Nel caso la prima classificata sia già qualificate alla Série D, l'accesso alla quarta serie andrà a scalare.

## Risultati

### Prima fase
|  | Pos. | Squadra         | Pt | G | V | N | P | GF | GS | DR  |
|  | ---- | --------------- | -- | - | - | - | - | -- | -- | --- |
|  | 1.   | Trem            | 16 | 7 | 5 | 1 | 1 | 16 | 5  | +11 |
|  | 2.   | Oratório        | 16 | 7 | 5 | 1 | 1 | 11 | 5  | +5  |
|  | 3.   | Independente-AP | 14 | 7 | 4 | 2 | 1 | 11 | 5  | +6  |
|  | 4.   | Santos-AP       | 9  | 7 | 3 | 0 | 4 | 9  | 9  | 0   |
|  | 5.   | Cristal (-3)    | 8  | 7 | 3 | 2 | 2 | 13 | 7  | +6  |
|  | 6.   | Ypiranga-AP     | 8  | 7 | 2 | 2 | 3 | 8  | 7  | +1  |
|  | 7.   | Portuguesa-AP   | 5  | 7 | 1 | 2 | 4 | 5  | 9  | -4  |
|  | 8.   | Santana         | 0  | 7 | 0 | 0 | 6 | 4  | 30 | -26 |

Legenda:
      Ammessa alla seconda fase.
      Retrocessa in Segunda Divisão 2026
Note:
Tre punti a vittoria, uno a pareggio, zero a sconfitta.

### Seconda fase
|  | Semifinali | Semifinali      | Semifinali | Semifinali | Semifinali |  |  | Finale   | Finale   | Finale | Finale | Finale |  |
|  |            |                 |            |            |            |  |  |          |          |        |        |        |  |
|  | 1          | Trem            | 1          | 3          | 4          |  |  |          |          |        |        |        |  |
|  | 4          | Santos-AP       | 1          | 0          | 1          |  |  | Trem     | Trem     | 1      | 1      | 2      |  |
|  | 2          | Oratório        | 2          | 0          | 2          |  |  | Oratório | Oratório | 0      | 1      | 1      |  |
|  | 3          | Independente-AP | 0          | 2          | 2          |  |  |          |          |        |        |        |  |